# 周海容
周海容（1963年8月19日—）為臺灣籃球教練、前運動員，身高190公分，體重85公斤，主打得分後衛，為1980年代台灣籃球界有名的神射手。他退役後即擔任中廣戰神教練一職，2005年底總教練鍾枝萌卸任，周海容繼而出任該隊的總教練；2006年由於球隊戰績不佳，同年年底辭去總教練的工作。
1988年10月28日，周海容在臺灣區運動會代表臺北市出戰嘉義市時創下112分的單場得分紀錄，該紀錄在2023年金門縣對陣台中市的比賽被兩名球員打破，台中市隊林宜輝以142分創下新紀錄，金門縣隊羅鈺群也以136分打破紀錄。

## 執教成績

### 超級籃球聯賽
| 年度     | 球隊     | 出賽 | 勝場 | 敗場 | 勝率 | 備註 |
| -------- | -------- | ---- | ---- | ---- | ---- | ---- |
| 05-06年  | 緯來獵人 | 30   | 13   | 17   | .433 |      |
| 執教生涯 | 1年      | 30   | 13   | 17   | .433 |      |

## 外部連結
- 周海容在Eurobasket.com（球員）（英语）